# Diplodus sargus cadenati
Diplodus sargus cadenati is een ondersoort van de Witte zeebrasem binnen de straalvinnige vissen uit de familie van de zeebrasems (Sparidae). De wetenschappelijke naam van de soort is voor het eerst geldig gepubliceerd in 1974 door de la Paz, Bauchot & Daget.
Deze ondersoort komt voor langs de Atlantische kusten van Zuid-Europa en Afrika.